# Тихоокеанская корюшка
Тихоокеанская корюшка (лат. Hypomesus transpacificus ) — вид морских лучепёрых рыб из семейства корюшковых (Osmeridae). Эндемик дельты рек Сакраменто и Сан-Хоакин в Калифорнии. Вымирающий вид.

## Описание
Тело удлинённое, несколько сжато с боков, покрыто циклоидной чешуёй. Окраска тела серебристая, тёмной полоски на боках нет. Рот небольшой, конечный. Глаза большие, жировое веко развито слабо. Короткий спинной плавник с 9—11 мягкими лучами расположен в середине тела. Грудные плавники короткие, их длина составляет менее 20% стандартной длины тела, не достигают начала основания спинного плавника. Брюшные плавники с 8 лучами, не имеют аксиллярной пластинки, расположены на уровне спинного плавника. В анальном плавнике 16—20 мягких лучей. Хвостовой плавник выемчатый, нижняя лопасть несколько длиннее верхней. Основание жирового плавника составляет более 20% длины головы. Боковая линия неполная, не достигает начала основания спинного плавника. Есть плавательный пузырь. Верхняя челюсть короткая, задний край верхнечелюстной кости на заходит за задний край глаза. Жаберные тычинки без бороздок. Зубы на челюстях и внутренних костях ротовой полости мелкие и слабые. Сошник без заднего отростка. Периферическая часть глоссогиалии (покровная кость, несущая зубы) с одним рядом конических зубов, центральная часть без зубов. Пилорических придатков мало (2—5). Позвонков 52—57.
Максимальная общая длина тела 12 см, средняя 6,3 см.

## Размножение
Созревают в возрасте 1 года при длине тела 55—70 мм. Нерестятся с конца февраля до мая. После нереста все особи погибают. Икра донная, клейкая.

## Питание
Тихоокеанские корюшки питаются зоопланктоном, преимущественно копеподами, например, Eurytemora affinis.